# Minuartia sclerantha
Minuartia sclerantha är en nejlikväxtart som först beskrevs av Fisch. och C.A. Mey., och fick sitt nu gällande namn av Albert Thellung. Minuartia sclerantha ingår i släktet nörlar, och familjen nejlikväxter. Inga underarter finns listade i Catalogue of Life.